# هايلي كروفورد
هايلي كروفورد (27 مارس 1984 في أستراليا - ) (بالإنجليزية: Hayley Crawford)‏ هي لاعبة كرة قدم أسترالية في مركز الوسط. شاركت مع منتخب أستراليا الوطني لكرة القدم للسيدات تحت 20 سنة ‏ ومنتخب أستراليا لكرة القدم للسيدات. أما مع النوادي، فقد لعبت مع كانبيرا يونايتد وNewcastle Jets FC (W-League) ‏ وMacarthur Rams FC ‏.

## وصلات خارجية
- هايلي كروفورد على موقع الاتحاد الدولي (مؤرشف)  (الإنجليزية)
- هايلي كروفورد على موقع قاعدة بيانات كرة القدم.إي يو (الإنجليزية)